# Caudron Type L
Le Caudron Type L est un hydravion biplan biplace français à moteur propulsif, produit vers 1913 et destiné à un usage naval comme avion d'observation.

## Histoire
Le premier prototype, destiné à être livré à la British Navy, est apparu au Salon de Paris de 1913 en décembre mais on ne sait pas s'il avait déjà volé. Il a été détruit par un incendie à cause d'un retour de flamme moteur lors d'essais.
Le second a été testé par la Marine française, qui l'a trouvé insatisfaisant, il a ensuite été livré aux Britanniques en remplacement du premier prototype perdu. Les deux derniers ont été reconstruits en tant que Type J marine et utilisés par la Marine Nationale.

## Description
L'avion était un sesquiplan avec une envergure inégale, avec des ailes à 2 baies, non décalées et un châssis ouvert.
La plupart des types de biplan Caudron antérieurs avaient des ailes et des fuselages similaires. Le Type L avait trois ensembles d'entretoises interplans parallèles et verticales de chaque côté, l'ensemble le plus à l'intérieur près de la nacelle centrale, servait à renforcer la section centrale. L'aile supérieure en surplomb était renforcée par une paire d'entretoises parallèles, inclinées vers l'extérieur, qui rejoignaient l'aile inférieure à la base des entretoises verticales extérieures.
Les entretoises intérieures auxquelles le moteur était attaché étaient en sorbier et les autres en épicéa. Elles se raccordaient toutes aux longerons des ailes supérieures et inférieures. Des cordes à piano en diagonales assuraient le contreventement. L'intervalle entre les plans était de 1,65 m. Le contrôle latéral (roulis) était effectué par gauchissement des ailes.
Le fuselage du Type L avaient beaucoup en commun avec le l'hydroaéroplane Caudron-Fabre - le premier hydravion ayant réussi son vol et son amerrissage - à motorisation propulsive, ainsi qu'avec les hydravions Caudron Type J et Type H à flotteurs et motorisation motrice.

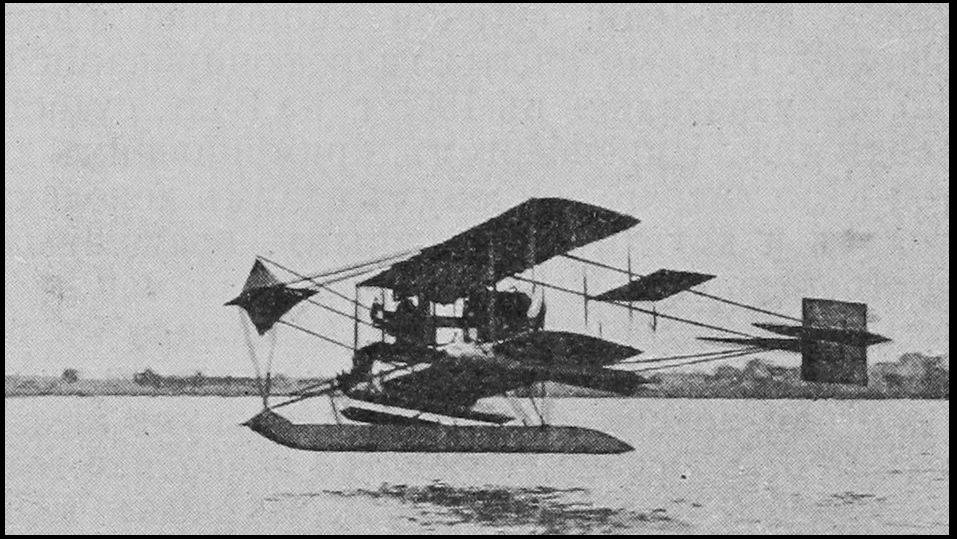
Le Caudron type L était assez similaire à cet hydravion russe non identifié de 1912 (moteur propulsif, flotteurs, châssis ouvert, empennage, etc.)

Le Type L n'avait pas un long fuselage fermé, mais était constitué d'une poutre ouverte soutenant l'empennage. Le Type L, exceptionnellement pour un Caudron, avait deux cadres latéraux parallèles et croisillonnés. Les longerons étaient en acier et les traverses en frêne. Les cadres latéraux partaient des longerons arrière des ailes supérieures et inférieures et convergeaient vers l'arrière pour se rejoindre à la queue, avec des traverses supérieures et inférieures vers l'arrière. Une nacelle courte sur l'aile inférieure contenait un cockpit pour les 2 membres d'équipage assis côte à côte, le pilote à droite. Les contrôles étaient conventionnels.
La nacelle se terminant derrière le longeron avant de l'aile, l'équipage avait - juste dans son dos - le moteur Gnome Delta 9 cylindres rotatifs de 100 ch (74 kW) monté sur les entretoises interplan arrière qui entraînait l'hélice à deux pales de 3 m de diamètre, via un réducteur de rapport 2:1 et un arbre long pour l'écarter du bord de fuite des ailes.
À l'extrême queue, le dernier membre vertical du cadre servait d'axe au gouvernail, avec un petit aileron à peu près triangulaire devant lui. La charnière de la gouverne de profondeur était également montée en hauteur sur cette membrure avec un empennage plat devant elle,.
Le Type L avait des flotteurs courts, à fond plat mais en plan et profil courbé vers l'intérieur, vers le nez. Une roue d'atterrissage était située sur l'axe central du flotteur, travaillant sur un essieu non suspendu dans une fente du flotteur. Les flotteurs étaient montés sur des entretoises extérieures en forme de N aux bases des entretoises internes interplan et par des entretoises en forme de W sur la poutre longitudinale inférieure. Ils étaient suspendus à l'avant sur du caoutchouc et sur des amortisseurs à l'arrière. Un autre flotteur de section rectangulaire était positionné sous la queue.

Dessins du moteur Gnome Delta 9 cylindres de 1913 - Cylindrée 16.28 litres, alésage 124 mm, course 150 mm.
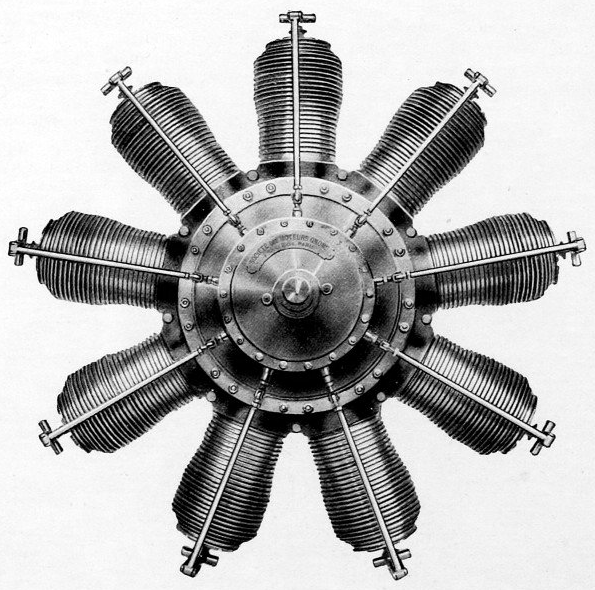
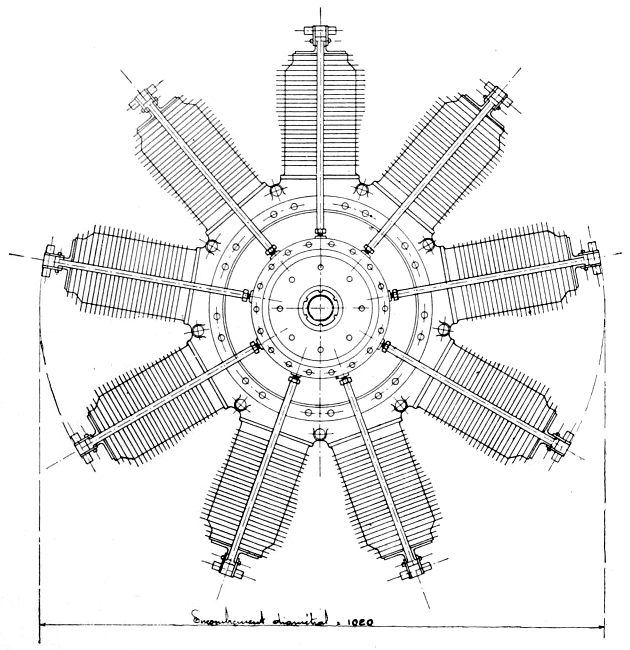
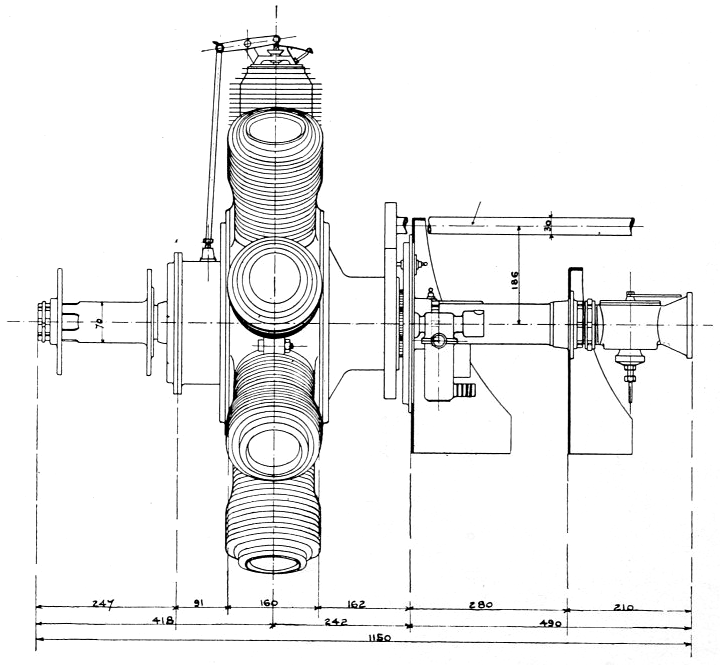

- Dessins du moteur Gnome Delta 9 cylindres de 1913 - Cylindrée 16,28 litres, alésage 124 mm, course 150 mm.